# Vaccin antirotaviral
Vaccinul antirotaviral este un vaccin de protejare împotriva infecțiilor cu rotavirus. Aceste virusuri reprezintă principala cauză a diareei acute în rândul copiilor mici. Vaccinurile previn diareea acută într-un procent cuprins între 15 și 34% în cazul
țărilor în curs de dezvoltare și într-un procent cuprins între 37 și 96% în cazul țărilor dezvoltate. Vaccinurile par să scadă riscul de deces în rândul copiilor mici din cauza diareei. Imunizarea bebelușilor pare să scadă riscul de îmbolnăvire al persoanelor în vârstă și al celor ce nu au fost imunizați.
Organizația Mondială a Sănătății a recomandat ca vaccinul antirotaviral să fie inclus în rutina de imunizare⁠(d), în special în zonele în care boala este comună. Acest lucru ar trebui realizat împreună cu promovarea alăptării, spălării mâinilor, a bunei
calități a apelor și a salubrizării. Se administrează oral și necesită două sau trei doze. Este recomandată administrarea începând de la vârsta de șase săptămâni.
Protecția oferită de vaccinuri este asigurată. Acest lucru include și cazul persoanelor cu HIV/SIDA. O variantă anterioară
a vaccinului a fost legată de invaginație⁠(d), însă vaccinurile curente nu au legătură cu aceasta. Datorită potențialelor riscuri, nu sunt recomandate bebelușilor ce au suferit de invaginație. Vaccinurile sunt create dintr-o tulpină slăbită a
rotavirusului.
Vaccinul a devenit disponibil pentru prima dată în Statele Unite ale Americii în anul 2006. Acesta se află pe lista medicamentelor esențiale a Organizației Mondiale a Sănătății, a celor mai importante medicamente necesare într-un sistem de sănătate de bază. Din anul 2013, la nivel mondial sunt disponibile două variante ale vaccinului, Rotarix și RotaTeq, precum și alte câteva variante disponibile în anumite țări.